# جونا بارينغتون
جونا بارينغتون (بالإنجليزية: Jonah Barrington)‏ هو لاعب إسكواش أيرلندي، ولد في 29 أبريل 1941 في Morwenstow ‏ في المملكة المتحدة.

## وصلات خارجية
- جونا بارينغتون على موقع SquashInfo.com (الإنجليزية)